# Folke Fredenlund
Erik Gustaf Folke Fredenlund, född 8 december 1904 i Borås, död 26 augusti 1965 i Borås, var en svensk fotbollsspelare.
Fredenlund representerade på klubbnivå IF Elfsborg, och spelade 1930 två A-landskamper (inga mål) för Sverige.